# رود نوگوش
رود نوگوش (انگلیسی: Nugush) یک رودخانه در استان باشقیرستان کشور روسیه است.